# Kursk (osiedle)
Kursk (ros. Курск) – osiedle w Rosji, w obwodzie leningradzkim, w rejonie wołosowskim. W 2010 liczyło 1259 mieszkańców.